# Démultiplexeur
Un démultiplexeur est un circuit combinatoire à N+1 entrées et 2N sorties. Les N entrées, appelées entrées d'adressage, permettent d'envoyer sur l'une des sorties la dernière entrée, appelée entrée de donnée.
Un décodeur est un cas particulier dans lequel on relie l'entrée de donnée du démultiplexeur à 1. Le décodeur est donc un circuit combinatoire à N entrées et 2N sorties. Sélectionner une sortie grâce aux entrées d'adressage la fera passer de l'état 0 à l'état 1.

## Cas du démultiplexeur

### Table de vérité
Table de vérité d'un démultiplexeur 2+1 vers 4. Les entrées sont C1, C0 et D0, les sorties S0, S1, S2, S3.
| C1 | C0 | D0 | S0 | S1 | S2 | S3 |
| -- | -- | -- | -- | -- | -- | -- |
| 0  | 0  | 0  | 0  | 0  | 0  | 0  |
| 0  | 0  | 1  | 1  | 0  | 0  | 0  |
| 0  | 1  | 0  | 0  | 0  | 0  | 0  |
| 0  | 1  | 1  | 0  | 1  | 0  | 0  |
| 1  | 0  | 0  | 0  | 0  | 0  | 0  |
| 1  | 0  | 1  | 0  | 0  | 1  | 0  |
| 1  | 1  | 0  | 0  | 0  | 0  | 0  |
| 1  | 1  | 1  | 0  | 0  | 0  | 1  |

### Schéma logique
Section vide

## Cas du décodeur

Exemple de décodeur 2-vers-4

### Table de vérité
Table de vérité d'un décodeur 2 vers 4, les entrées sont C1C0 et les sorties S0, S1, S2, S3.
Le principe est d'activer ou désactiver une seule sortie par combinaison d'entrée.
| C1 | C0 | S0 | S1 | S2 | S3 |
| -- | -- | -- | -- | -- | -- |
| 0  | 0  | 1  | 0  | 0  | 0  |
| 0  | 1  | 0  | 1  | 0  | 0  |
| 1  | 0  | 0  | 0  | 1  | 0  |
| 1  | 1  | 0  | 0  | 0  | 1  |

### Schéma logique
Ci-dessous, un décodeur à 2 entrées et 4 sorties. La construction (voir les entrées des portes ET) suit la progression binaire : 00, 01, 10, 11.

Un décodeur de 2 vers 4, montré dans les 4 états possibles.